# Municipio de San Carlos Yautepec
El municipio de San Carlos Yautepec es uno de los 570 municipios que conforman el estado mexicano de Oaxaca, forma parte del Distrito de Yautepec.

## Geografía
San Carlos Yautepec se encuentra ubicado en la región Sierra Sur y en el distrito de Yautepec. Tiene una extensión territorial de 2312.426 kilómetros cuadrados, que equivalen al 2.46% de la extensión de Oaxaca, siendo uno de los municipios territorialmente más extensos. Sus coordenadas geográficas extremas son 15°55′ - 16°55′ de latitud norte y  95°35′ - 96°20′ de longitud oeste y su altitud va de un máximo de 3 600 a un mínimo de 0 metros sobre el nivel del mar.
Debido a su gran extensión territorial tiene límites con numerosos municipios, en el sentido de las manecillas del reloj y partiendo de su extremo norte son el municipio de San Miguel Quetzaltepec, municipio de San Lucas Camotlán, municipio de Santiago Ixcuintepec, municipio de Nejapa de Madero, municipio de Magdalena Tequisistlán, municipio de San Bartolo Yautepec, municipio de Santa María Ecatepec, municipio de Santa María Quiegolani, municipio de San Pedro Huamelula, municipio de San Miguel del Puerto, municipio de San Juan Ozolotepec, municipio de San Pedro Mixtepec -Distrito 26-, municipio de Santa Catarina Quioquitani, municipio de Santa Catalina Quierí, municipio de San José Lachiguiri, municipio de San Pedro Mártir Quiechapa, municipio de Santa María Zoquitlán, municipio de San Pedro Totolápam, municipio de San Pedro Quiatoni, municipio de San Juan Lajarcia, municipio de Santa Ana Tavela y el municipio de San Juan Juquila Mixes.

## Demografía
Según el Conteo de Población y Vivienda de 2010 realizado por el Instituto Nacional de Estadística y Geografía, la población del municipio de San Carlos Yautepec es de 11 813 habitantes, de los cuales 5 902 son hombres y 5 911 son mujeres.
La densidad de población asciende a un total de 5.11 personas por kilómetro cuadrado.

### Localidades
El municipio tiene un total de 50 localidades, la población de las principales es las siguientes:
| Localidad                         | Población |
| Total Municipio                   | 11 813    |
| Santiago Quiavicuzas              | 1 459     |
| Santiago Lachivía                 | 940       |
| Guadalupe Victoria                | 935       |
| San Carlos Yautepec               | 880       |
| San Baltazar Chivaguela (Lagunas) | 772       |
| San Matías Petacaltepec           | 696       |
| Santo Tomás Quierí                | 686       |
| San Francisco Guichina            | 525       |
| San Lucas Ixcotepec               | 155       |

## Política
El gobierno de San Carlos Yautepec se rige por principio de usos y costumbres que se encuentra vigente en un total de 424 municipios del estado de Oaxaca y en las cuales la elección de autoridades se realiza mediante las tradiciones locales y sin la intervención de los partidos políticos. 
El ayuntamiento de San Carlos Yautepec está integrado por el presidente municipal, un síndico y un cabildo integrado por seis regidores.

### Representación legislativa
Para la elección de diputados locales al Congreso de Oaxaca y de diputados federales a la Cámara de Diputados federal, el municipio de San Carlos Yautepec se encuentra integrado en los siguientes distritos electorales:
Local:
- Distrito electoral local de 17 de Oaxaca, con cabecera en Tlacolula de Matamoros.[4]

Federal:
- Distrito electoral federal 5 de Oaxaca, con cabecera en Salina Cruz.[5]

### Presidentes municipales
- (1999 - 2001): Sofía Castro Ríos
- (2002 - 2004): Carlos Jarquín Burgoa
- (2005 - 2007): Miguel Ángel Ignacio Galván López
- (2008 - 2010): Roberto García Ruiz